# ترویوشی اوچیمورا
ترویوشی اوچیمورا (انگلیسی: Teruyoshi Uchimura; ۲۲ ژوئیهٔ ۱۹۶۴ – ) کمدین اهل ژاپن بود. وی از سال ۱۹۸۵ میلادی تاکنون مشغول فعالیت بوده‌است.